# Torneo de Bad Gastein 2013
El Gastein Ladies 2013 es un torneo profesional de tenis jugado en canchas de arcilla. Se trata de la séptima edición del torneo que forma parte de la WTA Tour 2013. Se llevará a cabo en Bad Gastein, Austria, entre el 13 y el 21 de julio de 2013.

## Cabeza de serie

### Individual femenino
| Tenista                 | Ranking | Preclasificada |
| Mona Barthel            | 33      | 1              |
| Annika Beck             | 53      | 2              |
| Irina-Camelia Begu      | 59      | 3              |
| Andrea Petkovic         | 62      | 4              |
| Kiki Bertens            | 67      | 5              |
| Chanelle Scheepers      | 69      | 6              |
| María Teresa Torró Flor | 71      | 7              |
| Karin Knapp             | 72      | 8              |

### Dobles femenino
| Tenista                          | Ranking | Preclasificada |
| Mandy Minella Chanelle Scheepers | 125     | 1              |
| Natalie Grandin Petra Martić     | 134     | 2              |
| Raluca Olaru Valeria Solovyeva   | 148     | 3              |
| Eva Hrdinová Shahar Pe'er        | 195     | 4              |

## Campeones

### Individual Femenino
Yvonne Meusburger venció a  Andrea Hlaváčková por 7-5, 6-4

### Dobles Femenino
Sandra Klemenschits /  Andreja Klepač vencieron a  Kristina Barrois /  Eleni Daniilidou por 6-1, 6-4